# Viện Chiến lược Quốc phòng (Việt Nam)
Viện Chiến lược và Lịch sử Quốc phòng Việt Nam, trước đây là Viện chiến lược Quân sự, là một cơ quan nghiên cứu chiến lược quân sự của Việt Nam, có nhiệm vụ nghiên cứu và đề xuất những vấn đề chiến lược quân sự, quốc phòng cho Quân ủy Trung ương, Bộ Quốc phòng, Đảng và Nhà nước Cộng hòa Xã hội chủ nghĩa Việt Nam. Là cơ quan khoa học đầu ngành lịch sử quân sự của quân đội, một trung tâm lịch sử quân sự của Nhà nước, có chức năng, nhiệm vụ giúp Bộ Quốc phòng chỉ đạo, quản lý và triển khai các hoạt động nghiên cứu lịch sử quân sự, tổng kết chiến tranh ở cấp trung ương cũng như toàn quân. Theo đó, hệ thống tổ chức cơ quan làm công tác nghiên cứu lịch sử quân sự, tổng kết chiến tranh trong toàn quân được xác lập, đánh dấu bước phát triển quan trọng của khoa học lịch sử quân sự Việt Nam.
- Ngày thành lập: ngày 11 tháng 1 năm 1990
- Trụ sở: số 33B, Phạm Ngũ Lão, Hà Nội

## Lược sử hình thành
- Ngày 9 tháng 6 năm 2011, quyết định của Thủ tướng về việc tái tổ chức Viện Chiến lược Quân sự thành Viện Chiến lược Quốc phòng trực thuộc Bộ Quốc phòng[2] đã được chính thức công bố. Đồng thời, Đảng bộ Viện Chiến lược Quân sự cũng được đổi tên thành Đảng bộ Viện Chiến lược Quốc phòng trực thuộc Đảng bộ Bộ Tổng tham mưu. Nguyên nhân của sự thay đổi này được ghi nhận là do "Viện Chiến lược Quân sự đã trưởng thành, phát triển đạt và vươn đến tầm chiến lược quốc phòng".

## Lãnh đạo hiện nay
- Viện trưởng: Trung tướng, PGS,TS Vũ Cương Quyết
- Phó Viện trưởng: Thiếu tướng, PGS.TS Hoàng Kỳ Lân
- Phó Viện trưởng: Thiếu tướng Trần Minh Tuấn
- Phó Viện trưởng: Thiếu tướng Phan Thế Ba
- Phó Viện trưởng: Thiếu tướng Nguyễn Anh Tuấn

- Phó Viện trưởng: Đại tá PGS,TS. Dương Hồng Anh
- Phó Viện trưởng: Đại tá, PGS, TS. Nguyễn Văn Sáu

## Tổ chức
- Phòng Thông tin khoa học Quân sự

- Phòng Thông tin tư liệu
- Phòng Chính trị - Hậu cần
- Phòng Tổng kết chiến tranh
- Phòng Quản lý khoa học
- Phòng Nghiệp vụ 1
- Phòng Nghiệp vụ 2
- Phòng Nghiệp vụ 3
- Tạp chí Lịch sử quân sự

- Ban Nghiên cứu đường lối học thuyết
- Ban Nghiên cứu nghệ thuật Quân sự
- Ban Nghiên cứu Quốc tế
- Ban Nghiên cứu Tổ chức lực lượng
- Ban Nghiên cứu Hậu phương chiến lược
- Ban Quản lý khoa học
- Ban Tài chính
- Ban Hành chính

## Thành tích
- Tính đến tháng 1 năm 2010, Viện đã có 22 đề tài nghiên cứu khoa học và nghiên cứu chiến lược cấp Nhà nước và cấp Bộ Quốc phòng.
- 01 Huân chương Bảo vệ Tổ quốc hạng Nhất do Nhà nước trao tặng.[3]

## Viện trưởng qua các thời kỳ
- 1990-1995, Hoàng Minh Thảo Thượng tướng (1984) Viện trưởng đầu tiên Viện Chiến lược quân sự
- 1995-1999, Đoàn Chương, Trung tướng (1990) nguyên Phó Viện trưởng Viện Chiến lược Quốc phòng (Việt Nam) (1990-1994)
- 2000-2004, Nguyễn Ngọc Văn, Trung tướng (2002) nguyên phó Viện trưởng Viện Chiến lược Quốc phòng (Việt Nam) (1998-2000)
- 2004-2008, Vũ Văn Kiểu, Trung tướng (2006) nguyên Phó Giám đốc Học viện Quốc phòng (Việt Nam) (1997-2003)
- 2008-2012, Trần Thái Bình, Trung tướng (2008) nguyên Phó Giám đốc Học viện Quốc phòng (Việt Nam) (2004-2008)
- 2012-2014, Nguyễn Đình Chiến, Trung tướng (2012), nguyên Phó Giám đốc Học viện Kỹ thuật Quân sự. rồi Phó Tư lệnh Bộ Tư lệnh Thủ đô Hà Nội  (2004-2007)
- 2014-2019, Nguyễn Đức Hải (trung tướng), Thiếu tướng (2009), Trung tướng (2014), nguyên Phó Giám đốc Học viện Quốc phòng, nguyên Tư lệnh Quân đoàn 3[4]
- 2019 - 5.2020, Đặng Quang Minh,  Thiếu tướng
- 6.2020- nay, Vũ Cương Quyết, Thiếu tướng (2020), Trung tướng (2024).

## Phó Viện trưởng qua các thời kỳ
- Đỗ Trình (1922-2008), Trung tướng (1982)
- 1980-1983, Phạm Hồng Sơn, Trung tướng (1982)
- 1999-2002, Nguyễn Văn Thực (sinh 1943), Thiếu tướng (1994), nguyên Giám đốc Học viện Phòng không-Không quân
- 1998-2000, Nguyễn Ngọc Văn, Thiếu tướng, Trung tướng (2002), nguyên phó Tư lệnh Quân khu 1, Quân đội nhân dân Việt Nam
- 2007-2012, Nguyễn Đình Chiến, PGS.TS, Thiếu tướng, Trung tướng, Viện trưởng Viện Chiến lược Quốc phòng[5]
- Nguyễn Ngọc Giao, Thiếu tướng (2006)
- Vũ Quốc Hùng, Thiếu tướng (2006)
- Phạm Ngọc Trung, Thiếu tướng (2007)
- Nguyễn Hồng Quân, Thiếu tướng (2013), Giáo sư, Tiến sĩ, sinh năm 1957.
- Hoàng Kỳ Lân, PGS.TS, Thiếu tướng (6.2015)[6]
- 4.2020- nay, Trần Minh Tuấn, Đại tá, nguyên Hiệu trưởng Trường Quân sự Quân khu
- 5.2019 - nay, Thiếu tướng, Tiến sĩ Nguyễn Văn Thân
- 4.2022-nay, Phan Thế Ba, Thiếu tướng, nguyên Tư lệnh Binh chủng Đặc công.
- 10.2023- nay, Nguyễn Anh Tuấn, Thiếu tướng, nguyên Tư lệnh Quân đoàn 3